# 대니엘 데드와일러
대니엘 데드와일러(Danielle Deadwyler, 1982년 5월 3일 ~ )는 미국의 배우, 작가이다.

## 출연 작품

### 영화
- 어메이징 메리 (2017)
- 레저 시커 (2017)
- 제인 앤 엠마 (2018) - 제인 매닝 역
- 더 하더 데이 폴 (2021)
- 틸 (2022) - 메미 틸모블리 역
- 캐리온 (미정)

## 텔레비전
- 스테이션 일레븐 (2021-22) - 미란다 캐럴 역
- 프롬 스크래치 (2022) - 조라 역